# Lampides aegithus
Lampides aegithus är en fjärilsart som beskrevs av Hans Fruhstorfer 1916. Lampides aegithus ingår i släktet Lampides och familjen juvelvingar. Inga underarter finns listade i Catalogue of Life.